# トム・アスピナル
トム・アスピナル（Tom Aspinall、1993年4月11日 - ）は、イギリスの男性総合格闘家。グレーター・マンチェスター・サルフォード出身。チーム・カオボン/アスピナルBJJ所属。現UFC世界ヘビー級王者。UFCパウンド・フォー・パウンド・ランキング9位。

## 来歴
ポーランド系イギリス人の家庭に生まれる。父親の影響で7歳から格闘技のトレーニングを始め、レスリングとボクシングを経験。ブラジリアン柔術に転向後は、全英選手権で黒帯以外の全ての帯のクラスで優勝を果たした。その後、父親がチーム・カオボンの柔術インストラクターに就任したことで、本格的に総合格闘技のトレーニングを始めた。

### 総合格闘技
アマチュア総合格闘技で9戦全勝を飾り、2014年にプロ総合格闘技デビュー。イギリスの団体を主戦場に9戦7勝（6KO・1一本）の戦績を残す。

### UFC
2020年7月26日、UFC初出場となったUFC on ESPN: Whittaker vs. Tillでジェイク・コリアーと対戦し、ボディへの右膝蹴りからワンツーで開始45秒のTKO勝ち。パフォーマンス・オブ・ザ・ナイトを受賞した。
2021年2月20日、UFC Fight Night: Blaydes vs. Lewisで元UFC世界ヘビー級王者のアンドレイ・アルロフスキーと対戦し、リアネイキドチョークで2R一本勝ち。パフォーマンス・オブ・ザ・ナイトを受賞した。
2021年9月4日、UFC Fight Night:  Brunson vs. Tillでヘビー級ランキング14位のセルゲイ・スピバックと対戦し、右肘打ちでダウンを奪いパウンドで1RTKO勝ち。2試合連続のパフォーマンス・オブ・ザ・ナイトを受賞した。
2022年3月19日、UFC Fight Night: Volkov vs. Aspinallでヘビー級ランキング6位のアレキサンダー・ヴォルコフと対戦し、ストレートアームバーで1R一本勝ち。3試合連続のパフォーマンス・オブ・ザ・ナイトを受賞した。
2022年7月23日、UFC Fight Night: Volkov vs. Aspinallでヘビー級ランキング4位のカーティス・ブレイズと対戦し、右ローキックを放った際に右膝を負傷し開始15秒のTKO負けとなった。
試合後の検査で右膝内側側副靭帯と半月板の断裂に加えて前十字靭帯が損傷していることが判明した。
2023年7月22日、1年ぶりの復帰戦となったUFC Fight Night: Aspinall vs. Tyburaでヘビー級ランキング10位のマルチン・ティブラと対戦し、右肘打ちから右ストレートでダウンを奪いパウンドで1RTKO勝ち。パフォーマンス・オブ・ザ・ナイトを受賞した。

#### UFC世界王座獲得
2023年11月11日、UFC 295のUFC世界ヘビー級暫定王座決定戦でヘビー級ランキング2位のセルゲイ・パブロビッチと対戦。右ストレートをテンプルにヒットさせ、効かせたところに再びテンプルへの右ストレートでダウンを奪いパウンドで1RKO勝ち。暫定王座獲得に成功し、パフォーマンス・オブ・ザ・ナイトを受賞した。当初は同大会で正規王者ジョン・ジョーンズとスティーペ・ミオシッチのUFC世界ヘビー級タイトルマッチが予定されていたが、ジョーンズがスパーリング中に左大胸筋を断裂し欠場したため、タイトルマッチのバックアップファイターであったパブロビッチと大会2週間前のオファーを受けたアスピナルの暫定王座決定戦が組まれた。
2024年7月27日、UFC 304のUFC世界ヘビー級暫定タイトルマッチでヘビー級ランキング4位の挑戦者カーティス・ブレイズと2年ぶりに再戦し、左ジャブでダウンを奪いパウンドで1RKO勝ち。暫定王座の初防衛に成功し、パフォーマンス・オブ・ザ・ナイトを受賞した。なお、通常であれば正規王者と暫定王者で王座統一戦が行われるが、正規王者ジョン・ジョーンズがスティーペ・ミオシッチとの対戦を希望しアスピナルとの王座統一戦を拒否したため、UFC 165のヘナン・バラオン対エディ・ワインランド以来、約10年10カ月ぶりとなる暫定王座の防衛戦が行われた。
2025年6月21日、正規王者ジョン・ジョーンズの引退により、暫定王者のアスピナルがヘビー級正規王者に認定された。

## 人物・エピソード
- UFCでの8勝のうち7勝が1R決着であり、UFCにおける最短平均試合時間記録「2分2秒」を保持している[18]。
- 元UFC世界ヘビー級王者のフランク・ミアと容姿が似ており、アスピナルがUFCデビュー戦で勝利した後に、ミアはTwitterで「我が息子よ、家族の一員へようこそ」とツイートした[19]。
- ボクシングの元世界ヘビー級王者タイソン・フューリーのスパーリングパートナーを務めていた時期があり、フューリーの父親のジョン・フューリー（英語版）はアスピナルについて、総合格闘技とボクシングの両方で世界王座を獲得する最初の人物になるだろうと評価している[20][21]。
- 16歳から1年で、身長が5フィート8インチ（約173センチ）から現在の6フィート5インチ（約196センチ）まで急激に伸びたと語っている[22]。
- 英語とポーランド語の2カ国語を話すことができ、マルチン・ティブラとのフェイスオフではティブラとポーランド語で会話している[23][24]。
- ポーランド出身の妻ユスティナグロとの間に3人の息子をもうけており、息子の1人は自閉症を患っている[25]。

## 戦績

### プロ総合格闘技
| 総合格闘技 戦績 | 総合格闘技 戦績 | 総合格闘技 戦績 | 総合格闘技 戦績 | 総合格闘技 戦績 | 総合格闘技 戦績 | 総合格闘技 戦績 |
| --------------- | --------------- | --------------- | --------------- | --------------- | --------------- | --------------- |
| 18 試合         | (T)KO           | 一本            | 判定            | その他          | 引き分け        | 無効試合        |
| 15 勝           | 12              | 3               | 0               | 0               | 0               | 0               |
| 3 敗            | 1               | 1               | 0               | 1               | 0               | 0               |

| 勝敗 | 対戦相手                   | 試合結果                                     | 大会名                                                                | 開催年月日     |
|      | シリル・ガーヌ             | 試合前                                       | UFC 321: Aspinall vs. Gane 【UFC世界ヘビー級タイトルマッチ】          | 2025年10月25日 |
| ○    | カーティス・ブレイズ       | 1R 1:00 KO（左ジャブ→パウンド）              | UFC 304: Edwards vs. Muhammad 2 【UFC世界ヘビー級暫定タイトルマッチ】 | 2024年7月27日  |
| ○    | セルゲイ・パブロビッチ     | 1R 1:09 KO（右ストレート→パウンド）          | UFC 295: Procházka vs. Pereira 【UFC世界ヘビー級暫定王座決定戦】      | 2023年11月11日 |
| ○    | マルチン・ティブラ         | 1R 1:13 TKO（右ストレート→パウンド）         | UFC Fight Night: Aspinall vs. Tybura                                  | 2023年7月22日  |
| ×    | カーティス・ブレイズ       | 1R 0:15 TKO（右膝の負傷）                    | UFC Fight Night: Blaydes vs. Aspinall                                 | 2022年7月23日  |
| ○    | アレキサンダー・ヴォルコフ | 1R 3:45 ストレートアームバー                 | UFC Fight Night: Volkov vs. Aspinall                                  | 2022年3月19日  |
| ○    | セルゲイ・スピバック       | 1R 2:30 TKO（右肘打ち→パウンド）             | UFC Fight Night: Brunson vs. Till                                     | 2021年9月4日   |
| ○    | アンドレイ・アルロフスキー | 2R 1:09 リアネイキドチョーク                 | UFC Fight Night: Blaydes vs. Lewis                                    | 2021年2月20日  |
| ○    | アラン・ボドウ             | 1R 1:35 TKO（パウンド）                      | UFC Fight Night: Moraes vs. Sandhagen                                 | 2020年10月10日 |
| ○    | ジェイク・コリアー         | 1R 0:45 TKO（右ストレート）                  | UFC on ESPN 14: Whittaker vs. Till                                    | 2020年7月26日  |
| ○    | ミカエル・ベン・ハモウダ   | 1R 0:56 TKO（右ストレート→パウンド）         | Cage Warriors 107                                                     | 2019年9月28日  |
| ○    | ソフィアン・ブキチョウ     | 1R 1:21 TKO（脚の負傷）                      | Cage Warriors 101                                                     | 2019年2月16日  |
| ○    | カミル・バゼラック         | 1R 1:16 KO（右ストレート）                   | Full Contact Contender 16                                             | 2016年6月18日  |
| ×    | ルーク・パロビエック       | 2R 3:33 失格（アスピナルの垂直方向の肘打ち） | BAMMA 25                                                              | 2016年5月14日  |
| ○    | エイドリアン・ラスカック   | 1R 1:05 TKO（パウンド）                      | Full Contact Contender 15                                             | 2016年3月5日   |
| ×    | ステュアート・オースティン | 2R 3:59 ヒールフック                         | BAMMA 21                                                              | 2015年6月13日  |
| ○    | サティシュ・ジャマイ       | 1R 0:09 TKO（パンチ連打）                    | BAMMA 19                                                              | 2015年3月28日  |
| ○    | リッキー・キング           | 1R 0:49 ヒールフック                         | BAMMA 18                                                              | 2015年2月21日  |
| ○    | ミハル・ピシュチェク       | 1R 0:15 TKO（グラウンドの肘打ち連打）        | MMA Versus UK                                                         | 2014年12月13日 |

### プロボクシング
| プロボクシング 戦績 | プロボクシング 戦績 | プロボクシング 戦績 | プロボクシング 戦績 | プロボクシング 戦績 | プロボクシング 戦績 | プロボクシング 戦績 |
| ------------------- | ------------------- | ------------------- | ------------------- | ------------------- | ------------------- | ------------------- |
| 1 試合              | (T)KO               | 判定                | その他              | 引き分け            | 無効試合            |                     |
| 1 勝                | 1                   | 0                   | 0                   | 0                   | 0                   |                     |
| 0 敗                | 0                   | 0                   | 0                   | 0                   | 0                   |                     |

| 戦           | 日付          | 勝敗 | 時間    | 内容 | 対戦相手         | 国籍       | 備考                       |
| ------------ | ------------- | ---- | ------- | ---- | ---------------- | ---------- | -------------------------- |
| 1            | 2017年7月24日 | ☆    | 1R 1:24 | KO   | タマス・バジャス | ハンガリー | ウィゼンショウ・フォーラム |
| テンプレート |               |      |         |      |                  |            |                            |

### アマチュア総合格闘技
| 勝敗 | 対戦相手                 | 試合結果                          | 大会名                                                                            | 開催年月日     |
| ○    | リアム・コーリー         | 1R 0:43 肩固め                    | Shinobi MMA Fight Championships 2                                                 | 2014年5月31日  |
| ○    | トム・バンケヴィッチ     | 1R 0:14 KO（パンチ）              | Full Contact Contender 9 【FCCアマチュアヘビー級王座決定戦】                      | 2014年3月22日  |
| ○    | ライアン・ヘネシー       | 1R 0:06 KO                        | Olympian MMA Championships 20                                                     | 2014年3月1日   |
| ○    | アーロン・コーラン       | 1R 1:02 TKO（レフェリーストップ） | Olympian MMA Championships 19 【OMMACアマチュアヘビー級タイトルマッチ】           | 2013年11月30日 |
| ○    | ショーン・ケニー         | 3分3R終了 判定3-0                 | Olympian MMA Championships 18 - Retribution 【OMMACアマチュアヘビー級王座決定戦】 | 2013年9月8日   |
| ○    | クリスチャン・バーチャー | 1R 0:31 肩固め                    | Olympian MMA Championships 16 - Redemption                                        | 2013年3月2日   |
| ○    | ダレン・ムーア           | 5R 3:00 TKO（レフェリーストップ） | Amateur Fighting Championships 10 【AFCヘビー級王座決定戦】                       | 2012年11月3日  |
| ○    | トーマス・ヴァルクス     | 3R 3:00 肩固め                    | Amateur Fighting Championships 9                                                  | 2012年9月8日   |
| ○    | アラン・ハーナー         | 1R 1:38 ブラボーチョーク          | Fight-Stars 3                                                                     | 2010年5月23日  |

## 獲得タイトル

### プロ総合格闘技
- UFC世界ヘビー級暫定王座（2023年）
- 第24代UFC世界ヘビー級王座（2025年）

### アマチュア総合格闘技
- FCCアマチュアヘビー級王座（2014年）
- OMMACアマチュアヘビー級王座（2013年）
- AFCヘビー級王座（2012年）

## 表彰
- UFCパフォーマンス・オブ・ザ・ナイト（7回）